# Filipa Areosa
Filipa Areosa (* 12. Juli 1990 in Santarém) ist eine portugiesische Film- und Fernsehschauspielerin.

## Leben
Sie studierte an der Theaterschule Escola Profissional de Teatro in Cascais, als sie 2011 für die Jugendserie Morangos Com Açúcar gecastet wurde. Die enorm erfolgreiche Fernsehserie des Privatsenders TVI machte auch sie bekannt. Der Kinofilm zur Serie, Morangos Com Açúcar – O Filme, markierte 2012 dann auch ihre Premiere im portugiesischen Kino.
Es folgten eine Reihe Kinofilme und vor allem Fernsehserien, für die sie bei einigen portugiesischen Film- und Medienpreisen nominiert wurde, insbesondere bei den CinEuphoria Awards. Auch bei einigen internationalen Film- und Fernsehproduktionen stand sie bereits vor der Kamera.
Seit September 2022 verkörpert Areosa in der ARD-Fernsehkrimireihe Lost in Fuseta, basierend auf der gleichnamigen Romanreihe, als Soraia Rosado eine der Hauptrollen an der Seite von Jan Krauter, Eva Meckbach und Daniel Christensen. Anfang September 2022 wurde der Fernsehzweiteiler Lost in Fuseta – Ein Krimi aus Portugal gesendet. Die Erstausstrahlung der zweiteiligen Fortsetzung Spur der Schatten erfolgte Anfang April 2024 auf Das Erste.

## Filmografie
- 2011–2012: Morangos com Açúcar (Fernsehserie)
- 2012: Morangos Com Açúcar – O Filme; Regie: Hugo de Sousa
- 2013: Mundo ao Contrário (Fernsehserie)
- 2013–2014: Os Filhos do Rock (Fernsehserie)
- 2014–2015: Mar Salgado (Telenovela)
- 2015: Absence (Kurzfilm); Regie: Carlos Melim
- 2015: A Peça (Kurzfilm); Regie: Bruno Canas
- 2015: A Uma Hora Incerta; Regie: Carlos Saboga
- 2016: Aqui Tão Longe (Fernsehserie)
- 2016: Zeus; Regie: Paulo Filipe Monteiro
- 2016: A Mãe é que Sabe; Regie: Nuno Rocha
- 2016–2017: Amor Maior (Telenovela)
- 2017: Verão Danado; Regie: Pedro Cabeleira
- 2017–2018: País Irmão (Fernsehserie)
- 2018: Lá Vem o Dia (Kurzfilm); Regie: Mercês Tomaz Gomes
- 2018–2019: Três Mulheres (Fernsehserie)
- 2018–2019: Circo Paraíso (Fernsehserie)
- 2019: Keep Me Company; Regie: Gonçalo Almeida
- 2019–2020: Nazaré (Telenovela)
- 2020: O Mundo Não Acaba Assim (Fernsehserie)
- 2020: Das Wunder von Fatima – Moment der Hoffnung (Fátima); Regie: Marco Pontecorvo
- 2020–2021: O Clube (Fernsehserie)
- 2022: Sequía (Fernsehserie)
- 2022: Salgueiro Maia - O Implicado; Regie: Sérgio Graciano
- seit 2022: Lost in Fuseta (Fernsehreihe)
  - 2022: Lost in Fuseta – Ein Krimi aus Portugal (Zweiteiler); Regie: Florian Baxmeyer
  - 2024: Lost in Fuseta – Spur der Schatten (Zweiteiler); Regie: Felix Herzogenrath
- 2022–2023: Por Ti (Telenovela)
- 2022: Kafka's Doll (Kurzfilm); Regie: Bruno Simões
- 2023: Mal Viver
- 2023: Viver Mal
- 2023: Cavalos de Corrida (Fernsehserie)
- 2023: Salgueiro Maia – O Implicado: A Série (Fernsehserie)
- 2024: Hotel do Rio (Fernsehserie)